# 에프렘 짐발리스트 주니어
에프럼 짐벌리스트 주니어(영어: Efrem Zimbalist Jr., 1918년 11월 30일 ~ 2014년 5월 2일)는 미국의 배우이다.

## 출연 작품

### 영화
- 이방인의 집 (1949)
- 검은 태양은 밝아온다 (1957)
- Bombers B-52 (1957)
- 황혼에 돌아오라 (1958)
- 딥 식스 (1958)
- 사랑이 머무르는 계절 (1961)
- 더 채프먼 리포트 (1962)
- 현상금 (1965, The Reward)
- 어두워질 때까지 (1967)
- 에어포트 75 (1974)
- 하늘의 공포 (1978, Terror Out of the Sky)
- 못말리는 비행사 (1991)
- The Brothers Warner (2008) - 본인

### 애니메이션 영화
- 배트맨 - 유령의 마스크 (1993)
- The Batman Superman Movie: World's Finest (1996)
- 배트맨과 미스터 프리즈 (1998)
- 배트맨: 배트우먼의 수수께끼 (2003)

### 텔레비전
- 매버릭 (1957-58)
- 선셋 77번가 (1958-64)
- FBI (1965-74)
- The Magical World of Disney (1982) - "Beyond Witch Mountain" 편
- 레밍턴 스틸 (1983-87)
- 사랑의 유람선 (1984)
- 호텔 (1984)
- 쾌걸 조로 (1990)

### TV 애니메이션
- 원탁의 삼총사 (1992-93)
- 배트맨 (1992-95)
- 스파이더맨 (1995-97)
- 저스티스 리그 (2003-04)